# Laurent Jalabert
Laurent Jalabert (Mazamet, Francia, 30 de noviembre de 1968), apodado Jaja, es un exciclista francés, profesional de 1989 a 2002, reconvertido en entrenador del equipo nacional de Francia de 2009 a 2013. Vencedor de la Vuelta a España en 1995 y del Campeonato del Mundo contrarreloj en 1997, está considerado como uno de los mejores corredores franceses de todos los tiempos. Destacaba de él su facilidad para la victoria, su compañerismo en el pelotón y su regularidad en todos los terrenos. Logró en su carrera 138 victorias. Un corredor muy completo, comenzó su carrera como velocista, ganó varias clásicas, entre ellas los monumentos Milán-San Remo en 1995 y el Giro de Lombardía en 1997, así como carreras de una semana, como París-Niza, tres veces, la Vuelta al País Vasco, la Volta a Cataluña y el Tour de Romandía.

## Biografía

### 1989-1994: El velocista

#### 1989-1990

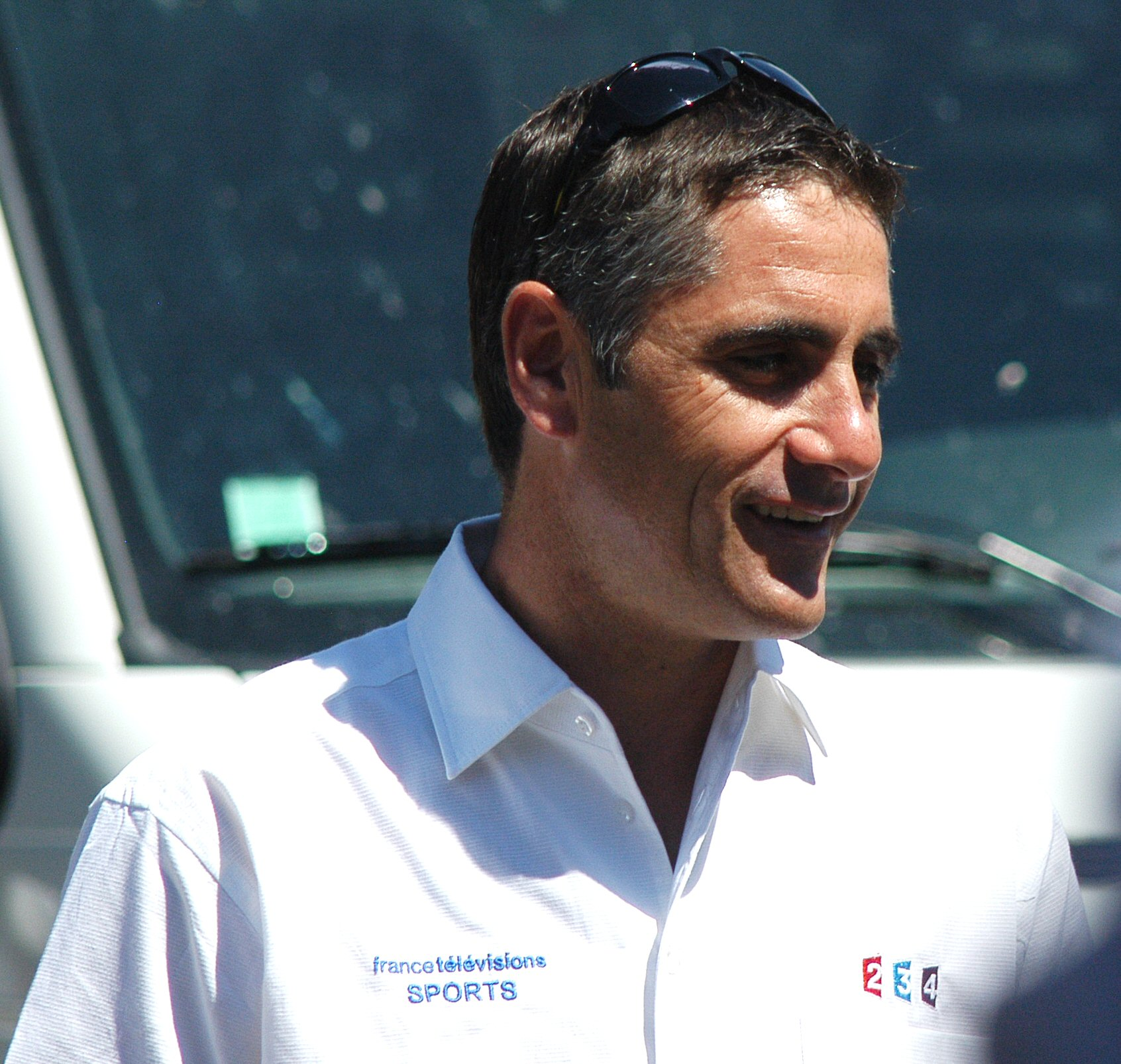
Laurent Jalabert

Ganador del campeonato militar francés en 1988, y habiendo permanecido en amateurs en el Montauban Cycling de Estados Unidos, debutó como profesional en 1989 en el equipo francés Toshiba. Destaca por su rendimiento en el sprint. Desde su primera temporada, con tan solo 20 años, ganó el Tour d'Armorique y una etapa del Tour de Limousin, y terminó tercero del Trofeo Luis Puig. Al año siguiente, ganó París-Bourges y una etapa del Circuito de la Sarthe.
En el mismo año, Jalabert logró sus primeras actuaciones a nivel internacional. Terminó segundo en la Clásica de San Sebastián, detrás de Miguel Induráin, tercero en el European Community Tour, ganando la clasificación de puntos y sexto en el campeonato mundial de carreteras. También participó en la Vuelta a España, donde no ganó una etapa, pero terminó segundo en la clasificación de puntos, demostrando su gran regularidad en el sprint.

#### 1991
En 1991, Jalabert ganó solo una victoria, en una etapa de los Cuatro Días de Dunkerque, terminó segundo, pero está en liza en muchas carreras de la Copa del Mundo. Segundo en el Campeonato de Zúrich detrás de Johan Museeuw, cuarto en la Clásica de San Sebastián, séptimo en la Amstel Gold Race, octavo en el Giro de Lombardía, demuestra sus cualidades en terrenos difíciles. Séptimo de París-Tours y noveno del Tour de Flandes, demuestra que puede hacerlo bien también en las pruebas de pavé o reservados para los velocistas. Su versatilidad y consistencia le valieron el segundo lugar en la clasificación final de la Copa del Mundo, de la que no ganó ningún evento, y el 16.º lugar en la clasificación del FICP.
El mismo año, participa por primera vez en el Tour de Francia. Aún sin ganar una sola etapa, terminó segundo en la clasificación de puntos, por detrás de Djamolidine Abdoujaparov. En la novena etapa que llega a Rennes, se encuentra entre el grupo de escapados que disputarán la victoria. Es el mejor velocista del grupo y disfruta de la presencia de su compañero Henri Abadie. Sin embargo, no puede contrarrestar el ataque del brasileño Mauro Ribeiro, farolillo rojo. Al final de un largo sprint, falla y el ganador es el brasileño y él se lleva el segundo lugar.

#### 1992
En 1992, Manolo Saiz lo contrató para su equipo ONCE. 1992 es finalmente un año de victorias para Jalabert. Ganó una etapa de la bicicleta vasca y tres etapas de la Volta a Cataluña antes de comenzar el Tour de Francia, en el que ganó la sexta etapa en Bruselas y el maillot verde de la clasificación de puntos frente a Johan Museeuw. En agosto, ganó tres etapas más de la Vuelta a Burgos.
Jalabert también es famoso por las carreras de un día. Terminó octavo en Milán-San Remo, uno de los pocos grandes clásicos en los que aún no era famoso, y luego, al final de la temporada, segundo en el Clásico Wincanton detrás del italiano Massimo Ghirotto, y logrando en su primer año en el equipo una plata en el Campeonato del Mundo en ruta (por detrás de Gianni Bugno). Terminó 5.º en la Copa del Mundo y 8.º en la clasificación del FICP, pero su victoria en el Tour sigue siendo su única gran victoria.

#### 1993
Jalabert el velocista está en la cima de sus prestaciones. Tuvo 18 victorias en 1993, incluyendo 16 en España. En particular, ganó el Desafío de Mallorca, el Trofeo Luis Puig, el Vuelta a La Rioja, dos etapas de París-Niza y dos etapas de la Volta a Cataluña. También ganó dos etapas de la Vuelta a España en su segunda participación. En las clásicas, su temporada es menos brillante que las dos anteriores, marcada especialmente por un cuarto lugar en Milán-San Remo.

#### 1994
En 1994, ganó una etapa de la Vuelta al País Vasco, que terminó séptimo, y una etapa del Volta a Cataluña. Ganó 7 etapas en la Vuelta a España, incluyendo la 1.ª y 20.ª y la última. Ganó la clasificación de puntos frente al ganador de la carrera, Tony Rominger, quien ganó 6 etapas. Entre ellos, Jalabert y Rominger ganaron 13 de las 21 etapas en esta Vuelta a España. Tres meses después, Jalabert tuvo una grave caída durante la primera etapa del Tour de Francia en Armentières. Se cayó después de que el belga Wilfried Nelissen no pudiese esquivar a un imprudente policía francés que se arrimó a la carretera para fotografiarlo y sufrió una aparatosa caída. Jalabert gravemente herido, permaneció hospitalizado varias semanas. Entre otras lesiones, le causó la pérdida de casi toda su dentadura. Reanudó la competición en octubre, durante la clásica París-Tours, donde ocupó el octavo lugar.

### 1995-1999: El corredor completo

#### 1995: Primeras clásicas y victoria en la Vuelta a España
Parece que la caída revolucionó al ya de por sí "superclase" Laurent y en su vuelta a la competición, ya en 1995, Jalabert consiguió 30 victorias en una temporada espectacular, no solo por cantidad sino lo que es más importante, por calidad. El año 1995 marca un punto de inflexión en la carrera de 'Jaja'. Un esprínter ocasional, ganó sus primeros clásicos, Milán-San Remo y la Flecha Valona ese año, pero también sorprendió en las carreras por etapas, ganando notablemente París-Niza y la Vuelta a España más cinco etapas. Esta versatilidad hace de Laurent Jalabert el mejor ciclista del mundo ese año.
En febrero, Jalabert terminó segundo en Vuelta a la Comunidad Valenciana, detrás de su compañero Alex Zülle. En París-Niza, fue dominado en los sprints por Wilfried Nelissen, pero una escapada le permitió ganar la segunda etapa y tomar la delantera en la clasificación general. Su equipo, liderado por Alex Zülle, controla el resto de la carrera. Jalabert finalizó segundo en la séptima etapa, luego obtuvo el segundo lugar en la última prueba contrarreloj detrás de Vladislav Bobrik. Ganó la carrera con 1 minuto y 40 segundos por delante de Bobrik. Esta es la primera victoria de Jalabert en una gran carrera por etapas. Durante la carrera, comenta sobre este nuevo estado de líder para las carreras por etapas: "Estoy haciendo más de lo habitual en esta carrera. Ahora corro como líder, en lugar de como un velocista."
El 18 de marzo, Jalabert ganó su primer monumento, la Milán-San Remo, por delante de Maurizio Fondriest. Una semana más tarde, participó en el Critérium Internacional en su región natal: ganó la primera etapa en el sprint y luego la segunda en la cima del Pic de Nore contra Bobrik. Terminó tercero en la contrarreloj final, y ganó la carrera 32 segundos por delante de Bobrik. Esta victoria convierte a Jalabert en el primer corredor en ganar tres carreras importantes al comienzo de la temporada.
En abril, Jalabert está ausente de las clásicas de Flandes, durante las cuales Johan Museeuw lo lleva de regreso al primer lugar de la Copa del Mundo. Mientras tanto, corre en España y ocupa el segundo lugar en la Vuelta al País Vasco detrás de Zülle y gana el mismo día que se disputa la París-Roubaix, la Gran Premio de Amorebieta. Tres días después, gana la Flecha Valona: a treinta kilómetros de la meta, se escapa con Evgueni Berzin y Maurizio Fondriest. Distancia a Berzin en el ascenso del Muro de Huy y adelanta a Fondriest al sprint, como en San Remo un mes antes. Ganó su segunda gran carrera de un día. Esta victoria hace de Jalabert el favorito de Lieja-Bastoña-Lieja, cuatro días después. Después de un ataque fallido en la cota de Stockeu, a 85 km de la meta, terminó en cuarto lugar. No participa en la Amstel Gold Race.
Jalabert vuelve a las carreras por etapas en mayo. Tras finalizar sexto en el Gran Premio de Midi Libre, ganado por Miguel Induráin, terminó su preparación para el Tour de Francia en la Volta a Cataluña. Consigue el tercer lugar en el prólogo, gana la primera etapa y toma la delantera en la clasificación general, que nunca abandona hasta la final, también ganó la última etapa. Ganó esta Volta a Cataluña 46 segundos por delante de su compañero Melchor Mauri. Sus actuaciones al comienzo de la temporada y esta victoria lo convierten en uno de los favoritos del Tour, donde comparte con Zülle el liderazgo del equipo ONCE.
Tras un buen puesto en el prólogo y las bonificaciones en los sprints intermedios y en línea de meta, se viste de amarillo en la segunda etapa, en Vitré, un año después del día de su caída en Armentières. Lo mantuvo hasta el final de la contrarreloj por equipos, que ONCE terminó en segundo lugar, pero la perdió al día siguiente en Le Havre después de una caída en la final, que le hizo perder cincuenta segundos. La acumulación de lugares de honor y bonificaciones (2.º en Lannion y Charleroi) permite a Jalabert tomar el jersey verde, pero no el jersey amarillo. Ocupó el sexto lugar en la octava etapa, y luego cayó al sexto lugar en la clasificación, a 2:47 de Miguel Induráin. En los Alpes, Jalabert terminó decimotercero en La Plagne, a siete minutos de Zülle y cinco de Induráin, y luego séptimo en Alpe d'Huez, a más de un minuto de Induráin, después de haber atacado temprano en el Paso de la Croix-de-Fer, a 75 km de la meta. Pierde en los Alpes casi siete minutos más con Induráin, pero mantiene su sexto lugar. El 14 de julio, durante la 12.ª etapa, se escapa a 200 km de la meta con otros 5 corredores, incluido su compañero de equipo Melchor Mauri, 8.º en la clasificación general. Con la ayuda de Mauri, Jalabert mantuvo una ventaja de más de cinco minutos sobre sus oponentes, ganó la etapa en Mende y se ubicó tercero en la general, detrás de Induráin y Zülle. Superado por Bjarne Riis en los Pirineos, terminando séptimo en Guzet-Neige, décimo en Cauterets, y luego séptimo en la última contrarreloj en el Lago Vassivière, Jalabert tomó la cuarta posición final en el Tour de Francia y ganó su segundo jersey verde frente a Djamolidine Abdoujaparov.
En agosto, Jalabert terminó sexto en la séptima ronda de la Copa del Mundo, el Leeds International Classic, y cuarto en la octava, la Clásica de San Sebastián, luego de que su escapada con Lance Armstrong a 4 km de la meta llegara. Finalmente ocupa el segundo lugar en la Copa del Mundo detrás de Johan Museeuw, pero pierde cualquier posibilidad de ganar la clasificación final cuando Museeuw gana la siguiente ronda, el Gran Premio de Zúrich.
Después de ganar una etapa de la Vuelta a Galicia, Jalabert participa en la Vuelta a España, que se disputa por primera vez en septiembre, y que Zülle y él se encuentran entre los principales favoritos. Terminó quinto en el prólogo, luego atacó a dos kilómetros del final de la tercera etapa en Alto del Naranco, donde ganó la etapa y tomó el maillot de líder. Al mezclarse en los sprints masivos, acumula bonificaciones e incluso gana la quinta etapa, mientras que una intoxicación alimentaria en el equipo lo libra de la competencia interna de Zülle. Segundo en la contrarreloj de la séptima etapa detrás de Abraham Olano, conserva su maillot amarillo por 6 segundos contra el español. En la octava etapa, ataca a sesenta kilómetros de la meta en Ávila. Distanció en las montañas a Richard Virenque y Marco Pantani y ganó la etapa con más de tres minutos por delante del segundo. Jalabert tiene más de cinco minutos por delante de Olano y está en el primer puesto de todas las clasificaciones secundarias. Terminó segundo en la 12.ª etapa, dando la victoria al ganador Bert Dietz, luego ganó las etapas 15 y 17 en Barcelona y Luz-Ardiden. Quinto en la última prueba contrarreloj ganada por Olano, Jalabert ganó la Vuelta cuatro minutos por delante de Olano, así como los puntos y el premio de la montaña.
En el apogeo de su carrera, Jalabert ganó 30 victorias en 1995, terminó la temporada en el primer lugar en la clasificación de la UCI y fue votado como Bicicleta de Oro por la prensa internacional. Terminó sin clasificar en la Copa del Mundo, al no haber completado suficientes pruebas.

#### 1996: Frustración en el Tour y la Vuelta.
La temporada de 1996 está marcada por la sucesión de lesiones y enfermedades de Jalabert que le impiden alcanzar sus objetivos principales, pero a pesar de lo cual conserva su primer lugar en el mundial. Su temporada comienza mal: se cae en un entrenamiento en diciembre y debe operarse de una fractura de escafoides que amenaza su inicio de temporada. Finalmente puede reanudar la competencia en la Mallorca Challenge y convierte las clásicas de las Ardenas en su objetivo para el inicio de la temporada antes de centrarse en el Tour de Francia, donde a veces se le presenta como el principal rival de Induráin.
En febrero, ganó el clásico Haribo45 solo. En la Vuelta a la Comunidad Valenciana, ganó la primera etapa frente a Lance Armstrong, terminó en el podio de otras tres etapas y ganó la carrera frente a cuatro de sus compañeros de equipo. En París-Niza, Jalabert ganó la tercera etapa en Chalvignac y la cuarta en Millau, ganando otra vez a Lance Armstrong en los últimos tres kilómetros de la subida final. Terminó segundo de nuevo al día siguiente y, a pesar de una caída en una cuesta abajo en la sexta etapa, retiene el liderazgo en la clasificación general hasta la última prueba contrarreloj. Ocupó el tercer lugar tras de Chris Boardman y Lance Armstrong y ganó su segundo París-Niza consecutivo con 43 segundos por delante de Armstrong y 47 en Boardman, así como la clasificación por puntos. Sin embargo, una lesión en la rodilla después de su caída lo obligó a dejar de defender sus títulos en Milán-San Remo y Critérium Internacional.
Reanuda la competencia en el Gran Premio de Estella, que finaliza segundo detrás de Zülle, luego participa en la Vuelta al País Vasco, donde gana el sprint en la primera etapa. Se encuentra en el tercer lugar en la víspera de la finalización, pero termina decimotercero, perdiendo casi dos minutos ante Francesco Casagrande en los últimos parciales. Aún aquejado de su lesión en la rodilla, carece de no comparece en las clásicas de Ardenas y participa sin éxito en la Vuelta a Aragón.
Después de un descanso de cinco semanas, Jalabert se reanuda en el Gran Premio de Midi Libre. Ganó la segunda etapa en Mazamet, luego la quinta en la cima del Mont Saint-Clair en Sète, y ganó la clasificación general por delante de Laurent Brochard y Richard Virenque. Continúa su preparación para el Tour de Francia en el Clásica de los Alpes, su primer enfrentamiento del año con Induráin, que gana frente a Luc Leblanc e Íñigo Cuesta, luego en el Critérium del Dauphiné. Terminó décimo en el prólogo y tomó la delantera en la general cuando terminó segundo detrás de Richard Virenque en la cima del Mont Ventoux. Cuarto en la quinta etapa contrarreloj ganado por Induráin, conserva una ventaja de tres segundos sobre el español, pero abandona el liderato al final de la siguiente etapa, y finalmente abandona en la séptima y última etapa, que siembra la duda sobre su forma a medida que se acerca el Tour. Sin embargo, los ánimos se tranquilizaron al ganar el 18 de junio en Mazamet, la Ruta del Sur, por delante de Giuseppe Guerini.

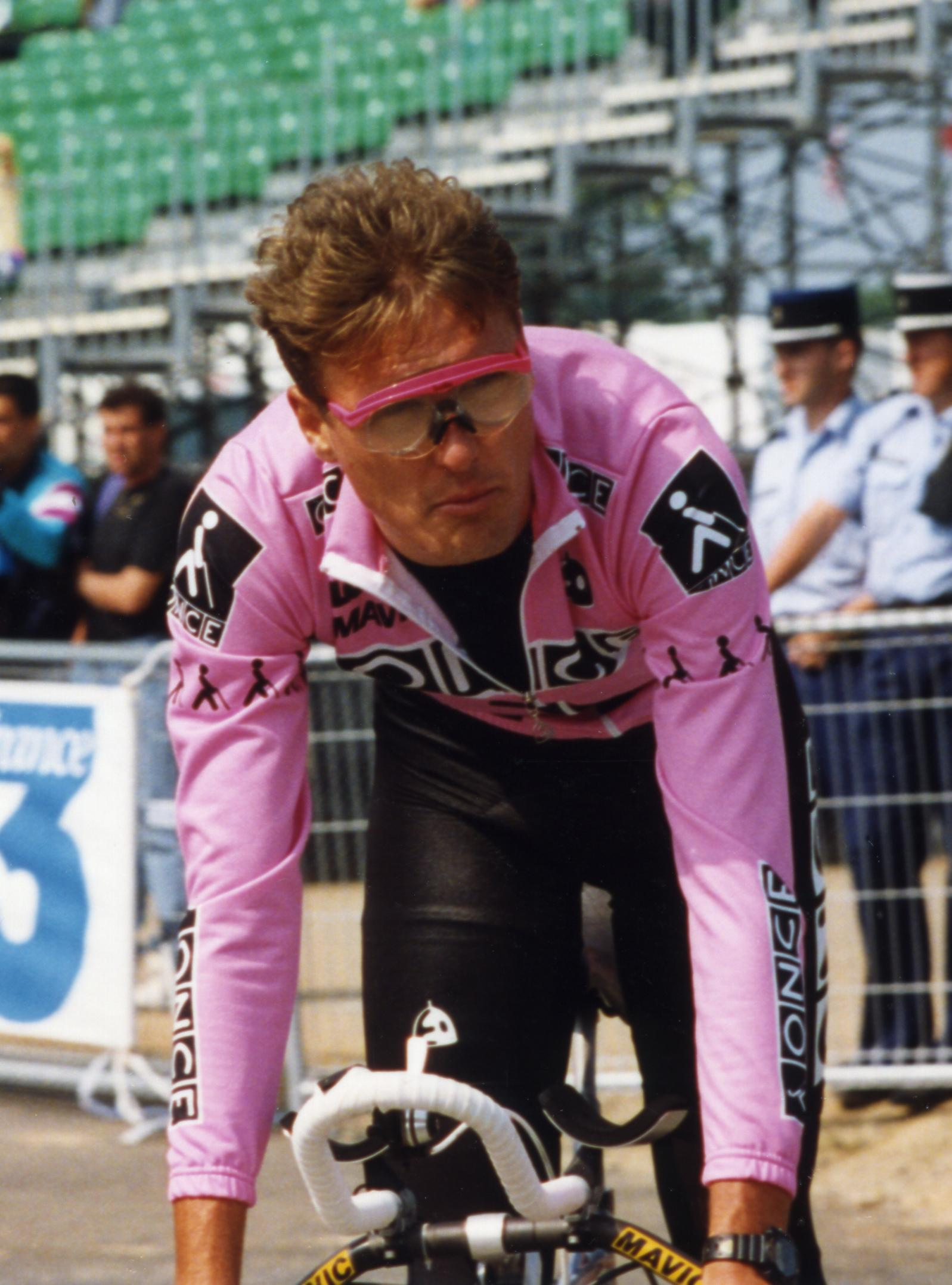
Alex Zülle gana la Vuelta a España 1996 con la ayuda de Jalabert.

Jalabert, quien debe compartir una vez más el liderazgo de la ONCE con Alex Zülle, confía en el enfoque de Tour. Terminó octavo en el prólogo ganado por Zülle. Sin embargo, sufriendo de gastroenteritis en los Alpes, se descuelga en el ascenso del Col de la Madeleine, y pierde casi trece minutos a la llegada a Arcs. Perdió seis nuevos en la contrarreloj del día siguiente en Val d'Isère, y luego nueve más en la novena etapa que lleva a Sestrières. Mientras está 33.º en la general, abandona la 10.ª etapa. Después de este fracaso, Laurent Jalabert fue seleccionado para los Juegos Olímpicos de Atlanta, donde finalizó 21.º en la carrera en línea y 13.º en la prueba contrarreloj. De vuelta en Europa, ocupó el décimo lugar en la Clásica de San Sebastián y el tercero en Vuelta a Galicia detrás de Abraham Olano y Andreï Tchmil, y luego finalizó décimo nuevamente en el Gran Premio de Suiza.
En septiembre, Jalabert defiende su título en la Vuelta a España, donde Zülle y él se miden a Induráin y Rominger, entre otros. Al comienzo de la carrera, obtuvo varios lugares de honor al sprint, y ganó la tercera etapa. Tomó la delantera en la clasificación general, cediendo ante Fabio Baldato al final de la sexta etapa, y finalizando la primera semana con más de un minuto de ventaja con Induráin y ocho con Rominger. En la primera prueba de tiempo en Ávila, Jalabert terminó quinto y fue tercero en general detrás de Zülle e Induráin y otros dos compañeros de equipo. En la 12.ª etapa, aseguró la distancia en el ascenso del alto del Naranco, y ocupó el segundo lugar. Al día siguiente, Zülle deja la victoria a Jalabert en la cima de los Lagos de Covadonga, mientras que Induráin se da por vencido. Los dos compañeros de equipo ocupan los primeros dos lugares con cuatro minutos por delante de Laurent Dufaux, tercero. Los tres hombres terminan juntos en las siguientes etapas de montaña, con Jalabert finalizando cuarto en Cabárceno, tercero en Alto Cruz de la Demanda y tercero en Cerler. Sin embargo, durante la etapa 19 que lleva a Ávila, el francés sufre una indisposición por intoxicación alimentaria y pierde 25 minutos. A pesar de su tercer lugar en la contrarreloj final, Jalabert solo puede terminar 19.º de esta Vuelta ganada por Zülle por delante de Dufaux y Rominger. Ganó la clasificación por puntos por tercera vez consecutiva.
En octubre, Jalabert obtuvo varios lugares de honor en las carreras de un día: terminó quinto en París-Tours al sprint, séptimo en el Campeonato del Mundo en Lugano, tercero en la Milán-Turín y noveno en el Giro de Lombardía. Estos resultados le permiten conservar in extremis el primer lugar de la clasificación UCI frente a Zülle. Terminó el año con 14 victorias.

#### 1997: Nuevas clásicas y campeón del mundo de contrarreloj.
En 1997, Jalabert hace del Tour y Vuelta sus objetivos, pero también espera ganar un nueva clásica. En febrero, ganó una nueva etapa y, por segunda vez, la clasificación general de la Challenge de Mallorca y terminó tercero en el Tour du Haut-Var. Sobre el prólogo de París-Niza, ganó la primera victoria contrarreloj de su carrera. Terminó tercero de la cuarta y quinta etapa, luego atacó durante la sexta etapa en el ascenso al Mont Ventoux, y ganó la etapa en Sisteron frente a Laurent Dufaux. Séptimo en la última prueba de tiempo, Jalabert ganó la París-Niza por tercera vez consecutiva, un minuto por delante de Dufaux. Como favorito en la Milán-San Remo, inició el sprint final con otro favorito, Johan Museeuw, abriendo el camino para Erik Zabel. La semana siguiente, en el Critérium Internacional, favoreció la victoria de su compañero de equipo Marcelino García en la cima del Pic de Nore, y terminó segundo en la etapa y en la clasificación general.
En abril, Jalabert participó en el Tour de Flandes por primera vez desde 1994. Hizo una fuerte actuación, atacó varias veces, pero perdió terreno en el Paterberg y terminó 82.º. Al día siguiente, participó en la Vuelta al País Vasco: ganó la segunda etapa, atacó sin éxito en la tercera y ganó la cuarta después de que se lanzara una ofensiva del equipo a 70 km de la meta. Jalabert tomó la delantera en la clasificación general, pero perdió en la última prueba de tiempo a favor de Zülle, ganador de la etapa. Como en 1995, el suizo gana el evento frente a su compañero. Volviendo al campo de los clásicos, Jalabert ganó por segunda vez la Flecha Valona, atacando a 28 km de la meta antes de dejar atrás a Luc Leblanc en el muro de Huy. Gran favorito para la Lieja-Bastoña-Lieja cuatro días más tarde, se escapa con Zülle y Michele Bartoli, pero termina segundo, derrotado por Bartoli a pesar de la superioridad numérica de los corredores de la ONCE. Una semana más tarde, terminó séptimo en la Amstel Gold Race en su primera aparición desde su caída en 1991 y obtuvo el tercer lugar en la Copa del Mundo.
Jalabert decide evitar el Critérium del Dauphiné lanzado en su preparación para el Tour de Francia, prefiriendo la Vuelta a los Valles Mineros, el Tour de Luxemburgo y Vuelta a Suiza. No obtuvo ningún resultado notable, y se retiró durante la última etapa de la Vuelta a Suiza. Se acerca así al Tour con menos ambición que en años anteriores. Terminó 22.º en el prólogo y entró a los Pirineos en el octavo lugar de la general, por delante de Bjarne Riis, pero perdió casi veinticinco minutos en las dos primeras etapas de montaña. Incapaz de pesar en el Tour, terminó en el puesto 43.º en París. Al final del Tour, Jalabert manifestó repetidamente su intención de no sacrificar parte de su temporada para el Tour. Se está preparando para la Vuelta a España y los Campeonatos del Mundo. A principios de agosto, ganó la primera etapa de la Vuelta a Castilla y León, terminando en el segundo lugar detrás de Ángel Casero. También ganó la segunda etapa de la Vuelta a Burgos en los lagos de Neila, luego terminó cuarto en la contrarreloj, ganada por Abraham Olano. Así gana la clasificación general con solo once centésimas de segundo por delante del español. Tiene menos éxito en el campo de la Copa del Mundo, terminando solo en el puesto 19..º en la Clásica de San Sebastián y en el 26 en el Gran Premio de Suiza, lo que lo lleva de vuelta al séptimo lugar en general.
En la Vuelta a España, terminó en el podio de la primera etapa, luego despegó en Granada la sexta etapa y tomó la delantera de la clasificación general. Sin embargo, pierde ocho minutos al día siguiente a la estación de Sierra Nevada, por lo que cae al puesto 29.º de la clasificación. Debe ceder el maillot de amarillo a Laurent Dufaux y, como en el año anterior, dejar el papel de líder de la ONCE a su compañero Alex Zülle. El resto de la carrera le permite a Jalabert subir al ranking: finaliza tercero en la contrarreloj de Córdoba, donde Zülle toma la delantera, y el cuarto de Alcobendas, y gana la 20.ª etapa en Ávila. Esta es su decimoctava victoria en la Vuelta, su segunda en Ávila, que luego convierte a Jalabert en el piloto que más victorias ha ganado desde Delio Rodríguez en los años 40. Terminó séptimo de esta Vuelta, a diez minutos de Zülle que ganó por segunda vez. También ganó la clasificación de puntos por cuarta vez consecutiva, lo que lo convirtió en el poseedor del récord de victorias en este ranking, empatado con Sean Kelly.
Dos semanas después, en los campeonatos mundiales de San Sebastián, Jalabert sorprende: aunque es el favorito para el título en ruta, se convierte en campeón del mundo en la contrarreloj, siendo sólo su segunda victoria en la especialidad, el primero sobre una larga distancia. Está por delante del ucraniano Serhi Honchar por solo tres segundos. Terminó undécimo en la carrera en línea, ganado por su compañero de equipo Laurent Brochard. En su camino, también ganó el semiclásica italiana Milán-Turín antes de Zülle, y especialmente, por primera vez, el Giro de Lombardía. El delantero, a treinta kilómetros de la final con Michele Bartoli, Paolo Lanfranchi y Francesco Casagrande, lidera a los italianos en el sprint y gana en Bérgamo su cuarta victoria en una gran clásica y finaliza quinto en la Copa Mundial. Cerró su temporada al ganar ambas etapas y la clasificación general de Subida a Montjuic. Jalabert terminó primero en el mundo por tercer año consecutivo, con 17 victorias.

#### 1998: El eterno segundo
En 1998, la partida de Zülle para Festina convirtió a Jalabert en el líder único del equipo ONCE. El inicio de la temporada de 1998 está en línea con los anteriores para Jalabert: en febrero, terminó segundo en la Ruta del Sol, donde participó en un triplete de la ONCE, luego ganó el Tour du Haut-Var. En París-Niza, ocupa el segundo lugar en la primera etapa contrarreloj detrás del belga Frank Vandenbroucke, lo que aumenta su ventaja al ganar la quinta etapa en la cima del Col de la République. A pesar de los numerosos ataques en las últimas tres etapas, Jalabert perdió París-Niza por primera vez desde 1995, y terminó segundo a 40 segundos de Vandenbroucke. Una semana después, terminó 15.º en Milán-San Remo después de atacar en vano en el Poggio. La semana siguiente, Jalabert ocupó el segundo lugar de la Semana Catalana: terminó segundo en la etapa reina y tercero en la contrarreloj, cada vez más adelante por Michael Boogerd, quien ganó la clasificación general.
En la Vuelta al País Vasco, Jalabert ganó la primera etapa a pesar de una caída, pero cedió el liderato de la clasificación general a su compañero de equipo Íñigo Cuesta al final de la tercera etapa. A pesar de su victoria en la contrarreloj final, terminó la carrera 3 segundos por detrás de Cuesta, segundo en la etapa. Finalizó segundo por tercera vez en la Vuelta al País Vasco, siempre detrás de un compañero de equipo, y por cuarta vez en cuatro carreras de etapa en 1998. Zülle, quien lo privó de la victoria en 1995 y 1997, es tercero. Sin embargo, está menos cómodo que el año anterior en las clásicas de las Ardenas: terminó 19.º en la Flecha Valona, y dejó pasar una nueva oportunidad en Lieja-Bastoña-Lieja, cuando Michele Bartoli se escapa a quince kilómetros del final, ganando frente a Jalabert por segundo año consecutivo.
Jalabert reanuda la competición en la Vuelta a Asturias. Ganó la contrarreloj en la primera etapa, terminó segundo en Alto del Naranco y ganó la etapa final al sprint, así como la clasificación general, que dominó desde el principio hasta el final. En la Bicicleta Vasca, ganó la tercera y cuarta etapas, pero terminó solo cuarto en la contrarreloj. Él tiene que conformarse con el tercer lugar detrás de Abraham Olano y Aitor Garmendia. Unos días más tarde, ganó el Clásico Alpino por segunda vez, por delante de Francesco Casagrande y Benoît Salmon, y luego participó en el Critérium del Dauphiné. Ocupó el tercer lugar en el prólogo, pero se rindió al final de la tercera etapa. Luego participó en la Vuelta a Suiza, donde ganó el prólogo, pero perdió la clasificación general al día siguiente ante Davide Rebellin. Luego ganó el sprint en Varese, pero perdió todas las oportunidades en la clasificación general en la sexta etapa, donde concedió 19 minutos a Garzelli. A pesar de una victoria en la tercera etapa en la última prueba de tiempo, terminó 22.º en la general. Diez días después, ganó su décima victoria en menos de dos meses al convertirse en Campeón de Francia en Charade, frente a Luc Leblanc y Richard Virenque.
En el Tour de Francia, Jalabert terminó tercero en el prólogo en Dublín, y luego cuarto en la primera prueba en Meyrignac-l'Église, ganada por Jan Ullrich. A pesar de las dificultades en los Pirineos, donde finalizó 23.º en Luchon y 11.º en Plateau de Beille, dejó el macizo en tercera posición, a tres minutos de Ullrich, dos de Bobby Julich, y al mismo tiempo que Marco Pantani. Sin embargo, se derrumba en los Alpes, perdiendo quince minutos en Pantani en los Deux Alpes y ocho en Albertville. Mientras que el caso Festina llevó a la exclusión del equipo de Zülle y Virenque y numerosas búsquedas policiales, Jalabert es el portavoz de los corredores durante la 12.ª etapa, y luego abandona la carrera con todos los equipos españoles. Las muestras de orina de Laurent Jalabert tomadas durante este Tour de Francia, así como las de otros ciclistas, serán positivas para el EPO durante las pruebas retroactivas realizadas en 2004 y publicadas en 2013.
Después de un mes decepcionante de agosto, cuando terminó 59.º en la Clásica de San Sebastián y abandonó la Vuelta a Burgos cuando ocupó el segundo lugar, Jalabert participó en la Vuelta a España. Tercero en la primera etapa en el sprint, aprovechó los bonos para tomar el maillot amarillo en la tercera, pero la dejó al día siguiente a Fabrizio Guidi. Tercero en Xorret de Catí y cuarto en la contrarreloj en Alcudia, Jalabert terminó la primera semana en segundo lugar, 41 segundos por detrás de Abraham Olano. Durante las siguientes etapas de montaña, Jalabert toma unos segundos a Olano, pero ve al otro líder del Banesto, José María Jiménez, ganador de tres etapas. En la vigésima etapa, Jalabert terminó noveno en la parte superior del Alto de Navacerrada, y regresó al quinto lugar en general, ahora dominado por Jiménez. Undécimo en la prueba de tiempo final, Jalabert terminó quinto en esta Vuelta detrás de Olano, Fernando Escartín, Jiménez y Lance Armstrong. Logró su mejor desempeño desde su victoria en 1995, pero no ganó ni la etapa ni la clasificación por puntos, donde está precedido por Fabrizio Guidi. La carrera está marcada por acusaciones de dopaje contra la ONCE basadas en el testimonio de Zülle durante el Tour de Francia, ante el cual Jalabert reacciona violentamente, describiendo a los inspectores de la UCI como "neo-nazis".
En conflicto con la UCI y cansado, Jalabert pone fin a su temporada, decidiendo no competir en los Campeonatos del Mundo. Jalabert termina la temporada con trece victorias, y deja el primer lugar del mundo a su gran rival en los clásicos, Michele Bartoli.

#### 1999
En 1999, Jalabert compartió el liderazgo del equipo de la ONCE con Abraham Olano, quien se unió al equipo en la temporada baja. El equipo de la ONCE decidió no correr en Francia después de abandonar el Tour de Francia el año anterior y hasta que se aclarara la ley antidopaje, Jalabert no participa en París-Niza, sino en Tirreno-Adriático. Participó en dos largos encuentros en la primera y quinta etapa, y terminó cuarto en la carrera detrás de Michele Bartoli, Davide Rebellin y Stefano Garzelli, quienes participaron en los mismos encuentros. Terminó solo en el puesto en Milán-San Remo, pero ganó la Semana Catalana al terminar segundo en la tercera etapa detrás de Giuliano Figueras, y luego ganó la última prueba de tiempo. En abril, ganó la primera etapa de la Vuelta al País Vasco por delante de Davide Rebellin, y mantuvo el primer lugar en la clasificación general hasta la última contrarreloj, que ganó. Ganó la carrera por primera vez por delante de Wladimir Belli y Rebellin, habiendo terminado tres veces segundo en cuatro ediciones anteriores. Durante las siguientes semanas, decepcionó en las clásicas de las Ardenas, al no terminar ni Flecha Valona ni Lieja-Bastoña-Lieja, de las cuales, sin embargo, fue uno de los favoritos.
A principios de mayo, participa en el Tour de Romandía. Gana el prólogo, pierde el liderazgo de la clasificación general con Gabriele Missaglia al día siguiente, pero lo recupera en la segunda etapa que ganó solo. También gana la contrarreloj de la tercera etapa, y termina segundo del cuarto detrás de Óscar Sevilla. Así, claramente gana el Tour de Romandía, por delante de Beat Zberg y Wladimir Belli. Esta actuación convence a Jalabert para participar en el Giro de Italia. Ganó la etapa en la cuarta etapa, durante un final cuesta arriba en Terme Luigiane, convirtiéndose en uno de los pocos corredores que han ganado una etapa de las tres grandes vueltas. Lleva la maglia rosa al día siguiente. Lo mantuvo durante tres días hasta que llegó a la cima del Gran Sasso, donde un ataque de Marco Pantani a tres kilómetros de meta lo hizo perder, pero lo recuperó al día siguiente al ganar la contrarreloj de Ancona, con el mismo tiempo que Pantani. Viste la maglia rosa por otros cinco días, pero lo deja nuevamente en Marco Pantani en Borgo San Dalmazzo, en la noche de la etapa 14, donde regresa al quinto lugar. El ascenso al podio prestó atención en Oropa, donde se encuentra a Pantani, que lleva mucho tiempo en la ascensión escapado, por ejemplo, un nuevo frente de Pantani en Lumezzane, donde toma la cabeza de la clasificación por puntos. Después de la contrarreloj de Treviso, recortó un minuto ante Pantani, pero perdió 24 segundos con Paolo Savoldelli, el segundo de la etapa y la clasificación general. Sin embargo, pierde todas las posibilidades de ganar el Giro en el ascenso de Alpe di Pampeago, donde concede cuatro minutos a Pantani, más de uno a Savoldelli y dos y medio a Ivan Gotti, quien supera en la clasificación. Al día siguiente, terminó tercero en Madonna di Campiglio y aprovechó la exclusión de Marco Pantani esa noche para obtener el tercer lugar general, un minuto por detrás de Savoldelli. Sin embargo, en la penúltima etapa, terminó quinto en Aprica, a más de cuatro minutos de Gotti, Gilberto Simoni y Roberto Heras. Terminó cuarto en el Giro de Italia, ganado por Ivan Gotti frente a Savoldelli y Simoni. Sin embargo, gana la clasificación por puntos, y se convierte así en el primer francés en ganarla. Es uno de los cinco corredores que han ganado la clasificación por puntos de las tres grandes rondas, con Eddy Merckx, Djamolidine Abdoujaparov, Alessandro Petacchi y Mark Cavendish.
Una semana después, Jalabert participa en la Vuelta a Suiza. Ganó el prólogo, pero perdió la ventaja general en Grindelwald, donde terminó tercero detrás de Gilberto Simoni y Francesco Casagrande. Tomó el maillot amarillo al día siguiente en la contrarreloj de Meiringen, pero definitivamente lo perdió ante Casagrande cuando el italiano gana el solo en Arosa. Jalabert terminó segundo en la clasificación general a 1 minuto y 4 segundos en Casagrande y ganó la clasificación de puntos. No puede defender su título en el Campeonato de Francia por no haberse sometido al control longitudinal y elige no participar en el Tour de Francia por primera vez desde 1990.
Reanuda la competición el 25 de julio en la Clásica de Ordizia, que gana en solitario. Continúa su preparación para la Vuelta a España en el Gran Premio de Breitling, que finaliza segundo con Abraham Olano, pero tiene una caída seria durante la Vuelta a Castilla y León, rompiéndose el cráneo, la clavícula derecha y dos costillas. A pesar de sus lesiones, Jalabert decide participar en la Vuelta. Sin embargo, pierde un cuarto de hora en la quinta etapa, y no comienza la decimotercera en Andorra. Terminó el año en el primer lugar mundial por cuarta vez, con catorce victorias.

#### 2000
Desde el inicio de la temporada 2000, Jalabert planea volver a Francia, creyendo que puede tener su última oportunidad de ganar el Tour de Francia. En febrero, la ONCE ganó la contrarreloj por el equipo del Tour del Mediterráneo, a la que Jalabert agregó una victoria por etapas en la cima del Mont Faron, lo que le permitió ganar la clasificación general. Finalizó quinto en la Vuelta a la Comunidad Valenciana, luego participó en Tirreno-Adriático, de la que es el favorito. Llegó a la tercera etapa, pero cayó tres lugares al final de la etapa contrarreloj ganada por su compañero Abraham Olano. Terminó la carrera en el cuarto lugar, 38 segundos detrás de Olano. A finales de marzo, finalizó 11.º en Milán-San Remo y luego ganó la Semana Catalana por segunda vez consecutiva gracias a su victoria en la etapa final. En abril, terminó segundo en el Gran Premio Miguel Induráin y defendió su título en el Vuelta al País Vasco: ganó la etapa reina, pero terminó tercero en la última etapa contrarreloj y la clasificación general, detrás de Andreas Klöden y Danilo Di Luca. Una vez más favorito en las clásicas de las Ardenas: terminó tercero en la Flecha Valona detrás de Francesco Casagrande y Rik Verbrugghe y una décima detrás de Lieja-Bastoña-Lieja. A principios de mayo, no pudo retener su título en el Tour de Romandía, renunciando a la 4.ª etapa.
A partir de junio, Jalabert se prepara para el Tour de Francia participando en el Clásica de los Alpes y luego en el Critérium del Dauphiné. Ganó solo la última etapa y terminó 12.º en la general. Aparece de nuevo como un forastero en el Tour de Francia. Terminó tercero en la primera etapa (contrarreloj), luego tomó el maillot amarillo por segunda vez en su carrera en la contrarreloj por equipos en Saint-Nazaire. Lo mantiene durante dos días, hasta que Alberto Elli, miembro de una escapada de 12 corredores, se lo arrebata en Tours. Pero en la montaña tiene los primeros problemas para sus ambiciones: pierde ocho minutos en Hautacam y luego otros treinta y seis para Briançon, y termina solo el 54.º del Tour.
Después del Tour, Jalabert anuncia su intención de dejar la ONCE. No participa en la Vuelta a España. En septiembre, Jalabert compite en los Juegos Olímpicos de Sídney, donde termina quinto tanto en la contrarreloj como en la ruta. También es seleccionado para el campeonato mundial en Plouay por primera vez en dos años, pero no termina la carrera. Por falta de un gran rendimiento en las grandes vueltas y las clásicas, terminó la temporada en el octavo lugar en todo el mundo, su peor desde 1994.

### 2001-2002: El aventurero
A finales de 2000, después de intentar conseguir un contrato en un equipo francés, Laurent Jalabert se fue con su hermano Nicolás, el equipo de la ONCE, para convertirse en el líder de la formación CSC del danés Bjarne Riis, donde pasó dos temporadas. En este momento, Jalabert ya no está en su mejor momento, pero aun así consigue varias victorias al atacar desde lejos, especialmente en el Tour de Francia.

#### 2001
Durante el invierno de 2000-2001, las dificultades financieras del patrocinador Memory Card pusieron en tela de juicio el contrato de Jalabert, hasta la llegada de un nuevo patrocinador, World Online. Hace de las clásicas su objetivo a principios de la temporada, después de lo cual planea centrarse en el Tour de Francia. Sin embargo, al comienzo de la temporada, se rompe tres vértebras lumbares al caerse de una escalera, lo que lo obliga a abandonar sus ambiciones para las clásicas. Hace su regreso a Flecha Valona y está rápidamente en forma. En mayo, terminó segundo en los Cuatro Días de Dunkerque detrás de Didier Rous y cuarto en el Gran Premio de Midi Libre. En junio, Jalabert participa en la Vuelta a Suiza. Ocupó el segundo lugar en el prólogo detrás de Lance Armstrong, pero concedió casi tres minutos en la contrarreloj de Crans-Montana y terminó noveno tras el americano. Unos días después, terminó quinto de los campeonatos de Francia.
La presencia de Jalabert en las filas del equipo de CSC le permite ser invitada al Tour de Francia. Ganó su primera victoria de la temporada en Verdún en la cuarta etapa, donde Ludo Dierckxsens y él se escapan del pelotón con siete segundos, luego repite victoria el 14 de julio en Colmar, donde gana en solitario. Luego ocupa el segundo lugar en la clasificación general y en la clasificación de la montaña. En las montañas, retrocede en la clasificación general, pero escapa solo durante 110 km durante la etapa 13 que conduce a Saint-Lary-Soulan. pasó primero por los pasos de Menté, Portillon, Peyresourde y Val-Louron-Azet y fue neutralizado en la cima final. Toma el maillot de lunares, que conserva hasta el final, y termina 19.º en la general. Se convirtió en el tercer corredor en ganar la clasificación de puntos y la clasificación de maillot de lunares después de Eddy Merckx y Bernard Hinault. También termina como el corredor más combativo del Tour. Jalabert ganó la Clásica de San Sebastián, cuatro años después de su última victoria en una clásica, superando a Francesco Casagrande, Davide Rebellin y Wladimir Belli al sprint. A pesar de las fuertes ambiciones, se rindió ante el Campeonato de Zúrich.
Al final de la temporada, no corre la Vuelta a España para asistir al nacimiento de su cuarto hijo, luego tiene que renunciar a los campeonatos mundiales debido a una tendinitis. Terminó la temporada en el puesto 21.º mundial con tres victorias.

#### 2002
En 2002, Jalabert estableció los objetivos en la París-Niza, las clásicas y, en particular, la Lieja-Bastoña-Lieja y el Tour de Francia. Ganó su primera victoria de la temporada al ganar por segunda vez en el Tour du Haut-Var, por delante de Alexandre Vinokourov. En París-Niza, ganó en Saint-Etienne en la tercera etapa por delante de Didier Rous, quien tomó la delantera del general. Al día siguiente, en el ascenso del Monte Faron, se aleja de Rous, pero es derrotado por Vinokourov, que se encuentra a seis segundos en la clasificación. Con dificultades en la penúltima etapa, finalmente terminó tercero detrás de Vinokourov y Sandy Casar. Al final de París-Niza, se vio afectado por un virus que lo obligó a retirarse de Milán-San Remo y le impidió una vez más participar en las clásicas.
Reanuda la competencia a finales de abril en el Vuelta a la Baja Sajonia, luego obtiene su tercera victoria de la temporada a principios de mayo durante el CSC Classic. Tiene menos suerte que el año anterior en el Tour de Francia y, a pesar de sus largas escapadas de montaña, no gana una etapa. Ganó sin dificultad su segunda maillot de lunares. En el día de descanso, anuncia su retiro para el final de la temporada. En agosto, ganó muchos criterios. Por segunda vez consecutiva, ganó el Clásica de San Sebastián frente a Igor Astarloa, Gabriele Missaglia, Andrei Kivilev y Dario Frigo. La Coppa Agostoni, que es el primer francés en ganar, será siendo su última victoria profesional, ya que queda en segundo lugar en el Gran Premio de Fourmies en septiembre, detrás de Gianluca Bortolami. Seleccionado para los campeonatos del mundo, corre su última carrera allí.
Se retiró al final de 2002, con 176 victorias como profesional a sus espaldas.

## Tras su retirada

### El maratoniano y el triatleta
Después de retirarse, pasó a ser asesor de la marca de bicicletas Look y comentarista para la televisión francesa.
El deporte continuó siendo parte de su vida y corrió las maratones de Nueva York (2005), Londres (2006), Chicago (2006) y Barcelona (2007), donde logró su mejor marca de 2:45:52. Ahora se dedica al triatlón y el 24 de junio de 2007 se estrenó en el ironman de Zúrich acabando 21.º y consiguiendo su clasificación para la más dura y famosa de estas pruebas, el Ironman de Hawái.
El 13 de octubre de 2007 participó en el Ironman de Hawái concluyendo en un espectacular 76.º puesto (12.º en el grupo de edad de 35 a 39 años) de un total de 1787 competidores y con un tiempo de 9:19:58, a poco más de una hora del vencedor Chris McCormack.
A partir del año 2009 se convirtió en seleccionador de Francia de ciclismo en ruta.

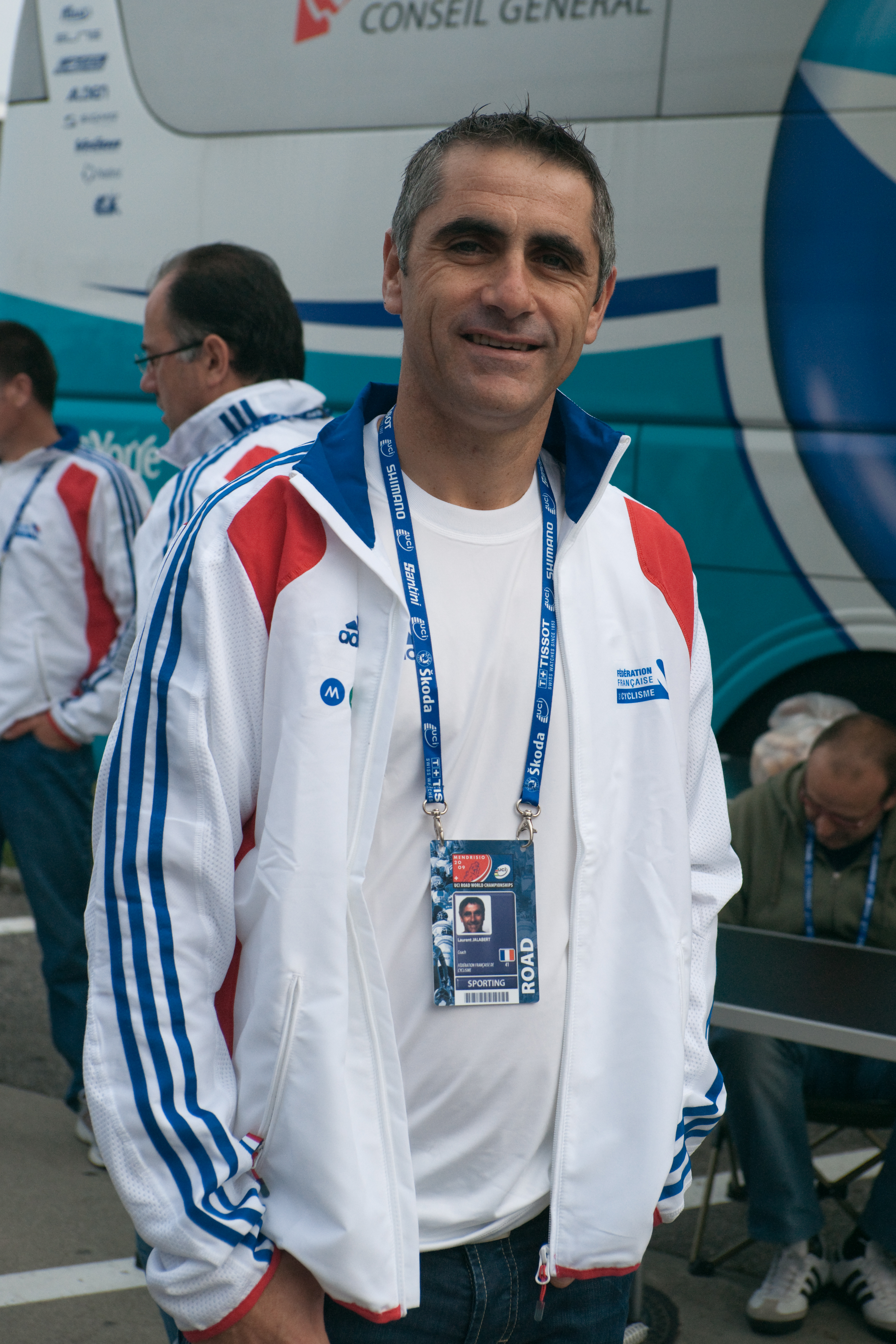
Laurent Jalabert, seleccionador de Francia.

### Motociclismo
Participó en 2009 en la 46.ª edición de las 24 horas de Rouen Motor Racing dentro del equipo Drakkar costero que terminará en el quinto lugar en su clase (clase 1) y el primer lugar en motores de cuatro tiempos.

### Dopaje
En junio de 2013, según el diario deportivo francés L'Equipe, Jalabert dio positivo para EPO en pruebas realizadas en 2004 en una muestra de orina preservada desde 1998, cuando esta substancia era indetectable. En ese año el exciclista militaba en el equipo español ONCE. Sobre esta acusación, en declaraciones a la prensa, Jalabert se declaró «sorprendido». L'Equipe recalcó que la EPO estaba presente en la mayoría de las muestras examinadas. Los resultados de estas pruebas se publicaron oficialmente el 24 de julio, como parte de un informe redactado por una comisión de investigación del Senado de Francia, tras lo cual Jalabert admitió su responsabilidad; sin embargo, la condiciona a las acciones de los médicos del equipo. El exciclista, en cuanto se filtró el rumor sobre su dopaje, renunció como comentarista del Tour 2013 para la cadena de radio RTL.

## Palmarés
| 1989 - Tour d'Armorique, más 1 etapa - 1 etapa del Tour de Limousin 1990 - París-Bourges, más 1 etapa - 1 etapa del Circuito de la Sarthe 1991 - 1 etapa de los Cuatro Días de Dunkerque - 2.º en la Copa del Mundo 1992 - 2.º en el Campeonato Mundial en Ruta - 1 etapa del Tour de Francia, más clasificación por puntos - 3 etapas de la Volta a Cataluña - 3 etapas de la Vuelta a Burgos - 1 etapa de la Bicicleta Vasca 1993 - 2 etapas de la Vuelta a España - Challenge a Mallorca, más 2 etapas - Vuelta a La Rioja, más 2 etapas - 2 etapas de la Volta a Cataluña - 1 etapa de la Vuelta a Valencia - 1 etapa de la París-Niza - 1 etapa de la Vuelta a Asturias - 1 etapa del Trofeo Castilla y León - 1 etapa de la Vuelta a Galicia - Trofeo Luis Puig - Clásica de Alcobendas 1994 - 7 etapas de la Vuelta a España, más clasificación por puntos - 1 etapa de la Vuelta al País Vasco - 1 etapa de la Midi Libre - 1 etapa de la Volta a Cataluña 1995 - 1 etapa del Tour de Francia, más clasificación por puntos - Vuelta a España , más 5 etapas, clasificación de la montaña y clasificación por puntos - París-Niza, más 1 etapa - Volta a Cataluña, más 2 etapas - Critérium Internacional, más 2 etapas - 1 etapa de la Vuelta a Valencia - 1 etapa de la Challenge a Mallorca - 1 etapa de la Vuelta a Galicia - 1 etapa de la Midi Libre - Milán-San Remo - G. P. Primavera - Flecha Valona - Week-End Ardenais - Ranking UCI - Boucles de l'Aulne 1996 - 2 etapas de la Vuelta a España, más clasificación por puntos - Vuelta a Valencia, más 1 etapa - París-Niza, más 2 etapas - Midi Libre, más 2 etapas - Ruta del Sur - 1 etapa de la Vuelta al País Vasco - Clásica Haribo - Clásica de los Alpes - Ranking UCI | 1997 - Campeonato Mundial Contrarreloj - 2 etapas de la Vuelta a España, más clasificación por puntos - París-Niza, más 2 etapas - Vuelta a Burgos, más 1 etapa - Challenge a Mallorca, más 1 etapa - Subida a Montjuic, más 2 etapas - 2 etapas de la Vuelta al País Vasco - 1 etapa del Trofeo Castilla y León - Giro de Lombardía - Flecha Valona - Milán-Turín - Route Adélie - Ranking UCI - Boucles de l'Aulne 1998 - Campeonato de Francia en Ruta - 2 etapas de la Vuelta a Asturias - 3 etapas de la Vuelta a Suiza - 2 etapas de la Vuelta al País Vasco - 2 etapas de la Bicicleta Vasca - Clásica de los Alpes - Tour de Haut-Var 1999 - 3 etapas del Giro de Italia, más clasificación por puntos - Setmana Catalana, más 1 etapa - Vuelta al País Vasco, más 2 etapas - Tour de Romandía, más 3 etapas - 1 etapa de la Vuelta a Suiza - Clásica de Ordizia - Ranking UCI 2000 - Setmana Catalana, más 1 etapa - Tour del Mediterráneo, más 1 etapa - 1 etapa de la Tirreno-Adriático - 1 etapa de la Dauphiné Libéré - 1 etapa de la Vuelta al País Vasco 2001 - 2 etapas del Tour de Francia, más clasificación de la montaña del y Premio de la Combatividad - Clásica de San Sebastián - Polynormande 2002 - Clasificación de la montaña del Tour de Francia y Premio de la Combatividad - 1 etapa de la París-Niza - Clásica de San Sebastián - Tour de Haut-Var - CSC Classic - Coppa Agostoni |

## Resultados

### Grandes Vueltas
| Carrera | Carrera         | 1989 | 1990 | 1991 | 1992 | 1993 | 1994 | 1995 | 1996 | 1997 | 1998 | 1999 | 2000 | 2001 | 2002 |
| ------- | --------------- | ---- | ---- | ---- | ---- | ---- | ---- | ---- | ---- | ---- | ---- | ---- | ---- | ---- | ---- |
|         | Giro de Italia  | —    | —    | —    | Ab.  | —    | —    | —    | —    | —    | —    | 4.º  | —    | —    | —    |
|         | Tour de Francia | —    | —    | 71.º | 34.º | —    | Ab.  | 4.º  | Ab.  | 43.º | Ab.  | —    | 54.º | 19.º | 42.º |
|         | Vuelta a España | —    | 70.º | —    | —    | 35.º | 75.º | 1.º  | 19.º | 7.º  | 4.º  | Ab.  | —    | —    | —    |

### Vueltas menores
| Carrera | Carrera                | 1989 | 1990 | 1991 | 1992 | 1993  | 1994 | 1995 | 1996 | 1997 | 1998 | 1999 | 2000 | 2001 | 2002 |
| ------- | ---------------------- | ---- | ---- | ---- | ---- | ----- | ---- | ---- | ---- | ---- | ---- | ---- | ---- | ---- | ---- |
|         | París-Niza             | —    | 11.º | 2.º  | —    | 111.º | 40.º | 1.º  | 1.º  | 1.º  | 2.º  | —    | —    | —    | 3.º  |
|         | Tirreno-Adriático      | —    | —    | —    | —    | —     | —    | —    | —    | —    | —    | 4.º  | 4.º  | —    | —    |
|         | Volta a Cataluña       | —    | —    | —    | 64.º | 71.º  | —    | 1.º  | —    | —    | —    | —    | —    | —    | —    |
|         | Vuelta al País Vasco   | —    | —    | —    | —    | —     | 7.º  | 2.º  | 13.º | 2.º  | 2.º  | 1.º  | 3.º  | —    | —    |
|         | Tour de Romandía       | —    | —    | —    | —    | —     | —    | —    | —    | —    | —    | 1.º  | —    | —    | —    |
|         | Critérium del Dauphiné | —    | —    | 58.º | —    | —     | —    | —    | —    | —    | —    | —    | 12.º | —    | 44.º |
|         | Vuelta a Suiza         | —    | —    | —    | —    | —     | —    | —    | —    | Ab.  | 22.º | 2.º  | —    | 9.º  | —    |

### Clásicas, Campeonatos y JJ. OO.
| Carrera                | Carrera                | 1989          | 1990          | 1991          | 1992  | 1993          | 1994          | 1995          | 1996 | 1997          | 1998          | 1999          | 2000 | 2001 | 2002  |
| ---------------------- | ---------------------- | ------------- | ------------- | ------------- | ----- | ------------- | ------------- | ------------- | ---- | ------------- | ------------- | ------------- | ---- | ---- | ----- |
| Omloop Het Nieuwsblad  | Omloop Het Nieuwsblad  | —             | —             | 19.º          | —     | —             | —             | —             | —    | —             | —             | —             | —    | —    | —     |
| Kuurne-Bruselas-Kuurne | Kuurne-Bruselas-Kuurne | —             | —             | 16.º          | —     | X             | —             | —             | —    | —             | —             | —             | —    | —    | —     |
|                        | Milán-San Remo         | —             | 41.º          | 17.º          | 9.º   | 4.º           | 10.º          | 1.º           | —    | 17.º          | 15.º          | 114.º         | 11.º | —    | Ab.   |
| Gante-Wevelgem         | Gante-Wevelgem         | —             | —             | 158.º         | —     | 7.º           | —             | —             | —    | —             | —             | —             | —    | —    | —     |
|                        | Tour de Flandes        | —             | —             | 9.º           | 24.º  | 57.º          | 16.º          | —             | —    | 80.º          | —             | —             | —    | —    | —     |
| Scheldeprijs           | Scheldeprijs           | —             | —             | —             | —     | —             | —             | —             | —    | 113.º         | —             | —             | —    | —    | —     |
|                        | París-Roubaix          | —             | —             | 18.º          | —     | 26.º          | —             | —             | —    | —             | —             | —             | —    | —    | —     |
| Amstel Gold Race       | Amstel Gold Race       | —             | —             | 7.º           | —     | —             | —             | —             | —    | 7.º           | Ab.           | 28.º          | Ab.  | —    | —     |
| Flecha Valona          | Flecha Valona          | —             | —             | —             | 18.º  | —             | —             | 1.º           | —    | 1.º           | 19.º          | —             | 3.º  | —    | —     |
|                        | Lieja-Bastoña-Lieja    | —             | —             | 11.º          | 57.º  | 9.º           | 37.º          | 4.º           | —    | 2.º           | 2º            | Ab.           | 10.º | —    | —     |
| Clásica San Sebastián  | Clásica San Sebastián  | —             | 2.º           | 4.º           | 103.º | 134.º         | —             | 4.º           | 10.º | 19.º          | 59.º          | —             | —    | 1º   | 1º    |
| Bretagne Classic       | Bretagne Classic       | —             | —             | —             | —     | 4.º           | —             | —             | —    | —             | —             | —             | —    | 84.º | 9.º   |
| Cyclassics Hamburg     | Cyclassics Hamburg     | —             | —             | —             | —     | —             | —             | —             | —    | —             | —             | —             | —    | —    | 70.º  |
| Campeonato de Zúrich   | Campeonato de Zúrich   | —             | —             | 2.º           | 8.º   | 68.º          | —             | 12.º          | 10.º | 26.º          | —             | —             | Ab.  | Ab.  | Ab.   |
| París-Tours            | París-Tours            | 13.º          | —             | 7.º           | 5.º   | —             | 8.º           | —             | 5.º  | 28.º          | —             | —             | —    | —    | 91.º  |
|                        | Giro de Lombardía      | —             | —             | 8.º           | —     | —             | 22.º          | —             | 9.º  | 1.º           | —             | —             | —    | —    | —     |
| JJ. OO. (Ruta)         | JJ. OO. (Ruta)         | No se disputó | No se disputó | No se disputó | —     | No se disputó | No se disputó | No se disputó | 21.º | No se disputó | No se disputó | No se disputó | 5.º  | ND   | ND    |
| JJ. OO. (CRI)          | JJ. OO. (CRI)          | No se disputó | No se disputó | No se disputó | —     | No se disputó | No se disputó | No se disputó | 13.º | No se disputó | No se disputó | No se disputó | 5.º  | ND   | ND    |
| Mundial en Ruta        | Mundial en Ruta        | —             | 6.º           | Ab.           | 2.º   | 15.º          | —             | —             | 7.º  | 11.º          | —             | —             | Ab.  | —    | 130.º |
| Mundial Contrarreloj   | Mundial Contrarreloj   | X             | X             | X             | X     | X             | —             | —             | —    | 1.º           | —             | —             | —    | —    | —     |
| Francia en Ruta        | Francia en Ruta        | —             | 31.º          | 6.º           | —     | 23.º          | 4.º           | —             | —    | —             | 1.º           | —             | —    | 5.º  | —     |

## Equipos
- Toshiba (1989-1991)
- ONCE (1992-2000)
  - ONCE-Deutsche Bank (1999-2000)
- Team CSC (2001-2002)

## Curiosidades
- Es el tercer corredor de la historia después de Eddy Merckx y Tony Rominger que consigue ganar en la misma edición de una Gran Vuelta la clasificación general, por puntos y de la montaña. Lo logró en la Vuelta a España de 1995.
- Junto con Eddy Merckx, Djamolidine Abdoujaparov, Alessandro Petacchi y Mark Cavendish, son los únicos cinco corredores que han conseguido ganar la clasificación por puntos en las tres Grandes Vueltas (Tour de Francia, Giro de Italia y Vuelta a España).
- Su hermano menor Nicolás Jalabert también es ciclista profesional.
- En la Vuelta a España 1995, cedió la victoria en Sierra Nevada a un corredor, que iba escapado solo casi 200 km, aunque ni siquiera lo conocía (Bert Dietz), demostrando una vez más su compañerismo.

## Reconocimientos
- Bicicleta de Oro (1995)
  - 2.º puesto en la Bicicleta de Oro (1997)
- Bicicleta de Oro Francesa (1992, 1995, 2002)
  - 2.º en la Bicicleta de Oro Francesa (2001)
  - 3.º en la Bicicleta de Oro Francesa (1997, 1999)
- Mendrisio de Oro (1995)